# Lactarius flavopalustris
Lactarius flavopalustris é um fungo que pertence ao gênero de cogumelos Lactarius na ordem Russulales. Encontrado na Finlândia, foi descrito cientificamente por Kytövuori em 2009.